# Sérigné
Ne doit pas être confondu avec Serigne.
Sérigné est une commune française située dans le département de la Vendée, en région Pays de la Loire.

## Géographie
Le territoire municipal de Sérigné s'étend sur 1 846 hectares. L'altitude moyenne de la commune est de 50 mètres, avec des niveaux fluctuant entre 11 et 98 mètres,.
Le village se situe à proximité de Fontenay-le-Comte.
|              | Marsais-Sainte-Radegonde | Bourneau |
| L'Hermenault | Sérigné                  | Pissotte |
| Petosse      | Longèves                 |          |

### Climat
Pour des articles plus généraux, voir Climat des Pays de la Loire et Climat de la Vendée.
En 2010, le climat de la commune est de type climat océanique franc, selon une étude du CNRS s'appuyant sur une série de données couvrant la période 1971-2000. En 2020, Météo-France publie une typologie des climats de la France métropolitaine dans laquelle la commune est exposée à un climat océanique et est dans une zone de transition entre les régions climatiques « Bretagne orientale et méridionale, Pays nantais, Vendée » et « Poitou-Charentes ».
Pour la période 1971-2000, la température annuelle moyenne est de 11,9 °C, avec une amplitude thermique annuelle de 14,5 °C. Le cumul annuel moyen de précipitations est de 912 mm, avec 12,4 jours de précipitations en janvier et 6,9 jours en juillet. Pour la période 1991-2020, la température moyenne annuelle observée sur la station météorologique de Météo-France la plus proche, « Sainte Gemme la Plaine_sapc », sur la commune de Sainte-Gemme-la-Plaine à 20 km à vol d'oiseau, est de 13,0 °C et le cumul annuel moyen de précipitations est de 809,1 mm,. Pour l'avenir, les paramètres climatiques de la commune estimés pour 2050 selon différents scénarios d'émission de gaz à effet de serre sont consultables sur un site dédié publié par Météo-France en novembre 2022.

## Urbanisme

### Typologie
Au 1er janvier 2024, Sérigné est catégorisée bourg rural, selon la nouvelle grille communale de densité à sept niveaux définie par l'Insee en 2022.
Elle est située hors unité urbaine. Par ailleurs la commune fait partie de l'aire d'attraction de Fontenay-le-Comte, dont elle est une commune de la couronne,. Cette aire, qui regroupe 30 communes, est catégorisée dans les aires de moins de 50 000 habitants,.

### Occupation des sols
L'occupation des sols de la commune, telle qu'elle ressort de la base de données européenne d’occupation biophysique des sols Corine Land Cover (CLC), est marquée par l'importance des territoires agricoles (85,6 % en 2018), une proportion sensiblement équivalente à celle de 1990 (86,3 %). La répartition détaillée en 2018 est la suivante : 
terres arables (50,8 %), zones agricoles hétérogènes (24,3 %), forêts (11 %), prairies (10,5 %), zones urbanisées (3,4 %). L'évolution de l’occupation des sols de la commune et de ses infrastructures peut être observée sur les différentes représentations cartographiques du territoire : la carte de Cassini (XVIIIe siècle), la carte d'état-major (1820-1866) et les cartes ou photos aériennes de l'IGN pour la période actuelle (1950 à aujourd'hui).

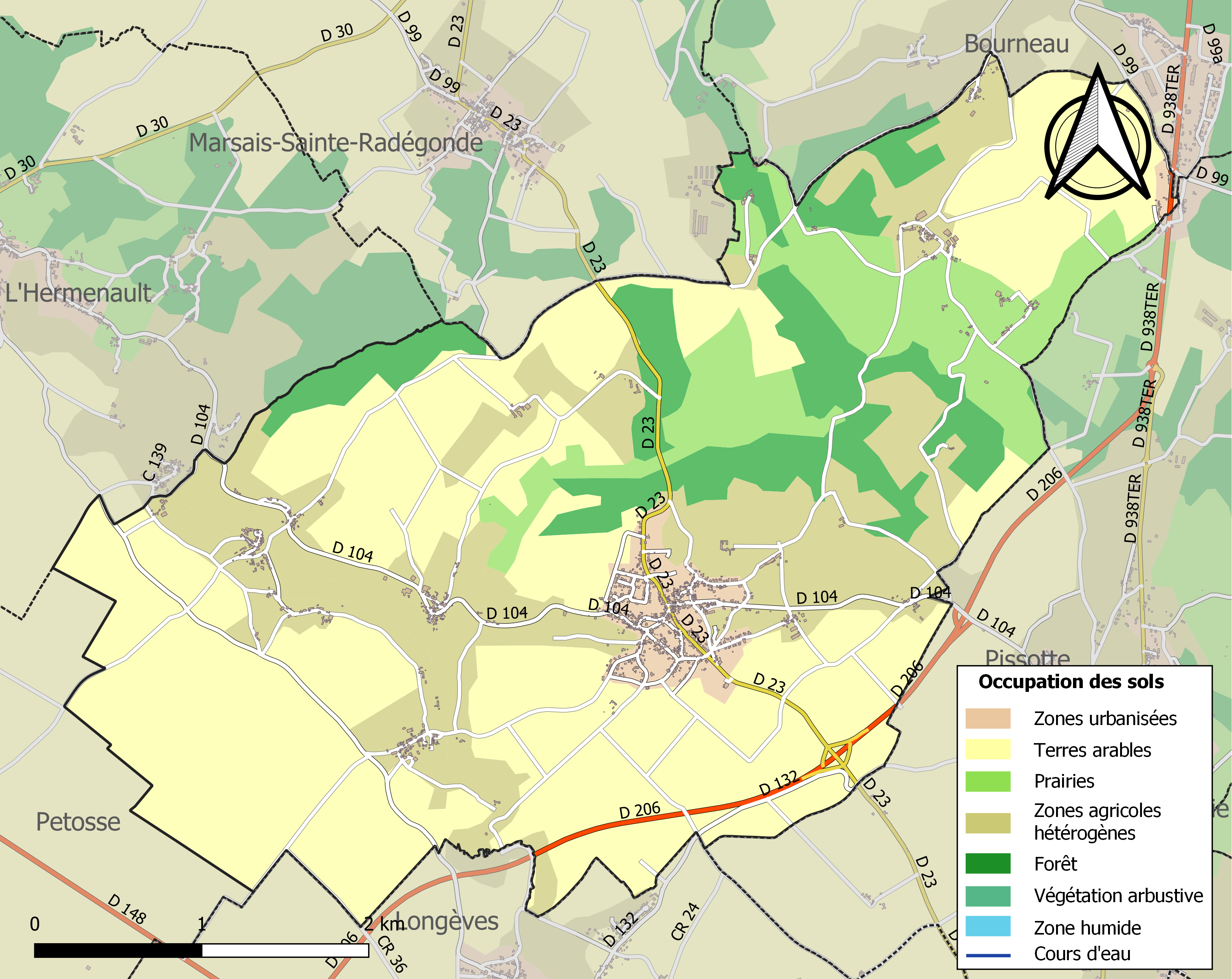
Carte des infrastructures et de l'occupation des sols de la commune en 2018 (CLC).

## Politique et administration

### Liste des maires
| Période                                  | Période                  | Identité        | Étiquette | Qualité |
| ---------------------------------------- | ------------------------ | --------------- | --------- | --- |
| Les données manquantes sont à compléter. |                          |                 |           | |
| 1947                                     | mars 1965                | Calixte Berland |           | |
| mars 1965                                | juillet 1967 (décès)     | André Bonnaud   |           | Général Commandeur de la Légion d'honneur                                                                                                   |
| août 1967                                | juillet 1975 (démission) | Marius Boucher  |           | Menuisier |
| juillet 1975                             | mars 2001                | Bernard Majou   | DVD       | Agriculteur, maire honoraire |
| mars 2001                                | mars 2008                | Guy Goron       | DVG       | Instituteur |
| mars 2008                                | mai 2020                 | Michel Tapon    | DVD       | Chef d'entreprise retraité Président de la CC du Pays-de-Fontenay-le-Comte (2014 → 2016) Président du Pays-de-Fontenay-Vendée (2017 → 2020) |
| mai 2020                                 | En cours                 | Yves Baudry     | SE        | Chef d'entreprise retraité |

## Population et société

### Démographie

#### Évolution démographique
L'évolution du nombre d'habitants est connue à travers les recensements de la population effectués dans la commune depuis 1793. Pour les communes de moins de 10 000 habitants, une enquête de recensement portant sur toute la population est réalisée tous les cinq ans, les populations de référence des années intermédiaires étant quant à elles estimées par interpolation ou extrapolation. Pour la commune, le premier recensement exhaustif entrant dans le cadre du nouveau dispositif a été réalisé en 2008.

En 2022, la commune comptait 1 029 habitants, en évolution de +5,43 % par rapport à 2016 (Vendée : +5,33 %, France hors Mayotte : +2,11 %).
| 1793  | 1800  | 1806  | 1821  | 1831  | 1836  | 1841  | 1846  | 1851  |
| ----- | ----- | ----- | ----- | ----- | ----- | ----- | ----- | ----- |
| 1 022 | 1 237 | 1 110 | 1 350 | 1 444 | 1 378 | 1 391 | 1 420 | 1 336 |

| 1856  | 1861  | 1866  | 1872  | 1876  | 1881  | 1886  | 1891  | 1896  |
| ----- | ----- | ----- | ----- | ----- | ----- | ----- | ----- | ----- |
| 1 362 | 1 322 | 1 339 | 1 282 | 1 307 | 1 279 | 1 254 | 1 268 | 1 183 |

| 1901  | 1906  | 1911  | 1921 | 1926 | 1931 | 1936 | 1946 | 1954 |
| ----- | ----- | ----- | ---- | ---- | ---- | ---- | ---- | ---- |
| 1 130 | 1 088 | 1 075 | 903  | 881  | 822  | 802  | 819  | 860  |

| 1962 | 1968 | 1975 | 1982 | 1990 | 1999 | 2006 | 2008  | 2013 |
| ---- | ---- | ---- | ---- | ---- | ---- | ---- | ----- | ---- |
| 815  | 755  | 781  | 926  | 877  | 928  | 991  | 1 009 | 995  |

| 2018 | 2022  | - | - | - | - | - | - | - |
| ---- | ----- | - | - | - | - | - | - | - |
| 971  | 1 029 | - | - | - | - | - | - | - |

#### Pyramide des âges
En 2018, le taux de personnes d'un âge inférieur à 30 ans s'élève à 31,0 %, soit en dessous de la moyenne départementale (31,6 %). De même, le taux de personnes d'âge supérieur à 60 ans est de 28,7 % la même année, alors qu'il est de 31,0 % au niveau départemental.
En 2018, la commune comptait 476 hommes pour 495 femmes, soit un taux de 50,98 % de femmes, légèrement inférieur au taux départemental (51,16 %).
Les pyramides des âges de la commune et du département s'établissent comme suit.
| Hommes | Classe d’âge | Femmes |
| ------ | ------------ | ------ |
| 0,8    | 90 ou +      | 0,6    |
| 6,9    | 75-89 ans    | 8,9    |
| 21,2   | 60-74 ans    | 18,8   |
| 20,8   | 45-59 ans    | 21,2   |
| 19,5   | 30-44 ans    | 19,2   |
| 12,8   | 15-29 ans    | 11,5   |
| 17,9   | 0-14 ans     | 19,8   |

| Hommes | Classe d’âge | Femmes |
| ------ | ------------ | ------ |
| 0,8    | 90 ou +      | 2,2    |
| 8,7    | 75-89 ans    | 11,1   |
| 20,3   | 60-74 ans    | 21,3   |
| 20     | 45-59 ans    | 19,4   |
| 17,5   | 30-44 ans    | 16,8   |
| 15     | 15-29 ans    | 13,2   |
| 17,7   | 0-14 ans     | 16,1   |

## Lieux et monuments
- L'église paroissiale Saint-Hilaire de Sérigné a plus de 800 ans et sa porte principale d'une beauté rare est classée monument historique. Inscrite sur l'inventaire Supplémentaire des Monuments historiques, depuis le 17 juillet 1989, est placée sous le vocable de Saint Hilaire, Évêque de Poitiers. C'est une église gothique flamboyante avec pour seul vestige de l'église romane du XIIe siècle, la façade ouest et son portail central de style gothique dit de transition. Le clocher carré, édifié au XIVe siècle, abrite quatre cloches, une datant de 1853 et trois de 1869. L'église est composée d'une nef unique et d'un transept dont les deux bras abritent chacun une chapelle. Des stalles sculptées en chêne, un christ en bois du XVIe siècle, neuf statues ornent cette église.
- En contrebas du village, vers Sainte-Radegonde, le château de la Girardie est un des monuments du Moyen Âge les mieux conservés dans la région. Il est doté de nombreux aménagements remarquables dont la grande salle du bâtiment maître, une enceinte et un plan d'eau dans un site paysager peu dénaturé.

## Personnalités liées à la commune
Le plus illustre premier citoyen de la commune fut le général Bonnaud. La rue principale de la commune porte d'ailleurs son nom. Il fut aux côtés du maréchal Leclerc lors de la libération de Paris et pris ensuite les rênes de la commune pendant plusieurs années avant de laisser sa place à Marius Boucher.
On peut citer aussi :
- Paul Grassin, né à Coutigny (Sérigné) en 1920 et décédé à Paris en 2012, diplômé de l'École centrale de Paris, a fait sa carrière dans les travaux publics et a été Président-Directeur Général de GTM-BTP (Grands travaux de Marseille - Bâtiments et Travaux Publics, aujourd'hui Vinci) de 1970 à 1985 ;
- Mgr Guy de Kerimel, archevêque de Toulouse depuis 2021, originaire de Sérigné ;
- Frédéric Mazzella, créateur de la plateforme de covoiture BlaBlaCar, a grandi à Sérigné.
- Louis-Julien Garos (17 mars 1739, Sérigné - 15 mars 1808, Fontenay-le-Comte), homme politique.

## Pour approfondir